# Inaczej (miesięcznik)
Inaczej – polski miesięcznik, ukazujący się od czerwca 1990 do maja 2002 r. o profilu społeczno-politycznym, przeznaczony dla środowiska LGBT, zawierający też materiały z gatunku miękkiej erotyki. Wydawcą była spółka wydawnicza „Softpress” z Poznania. Przez cały okres istnienia pisma jego redaktorem naczelnym był Andrzej Bulski. Sekretarzem redakcji był Marek Piochacz. Stałymi etatowymi pracownikami redakcji byli: Marcin Krzeszowiec i Sergiusz Wróblewski.

## Historia
Pierwotny tytuł brzmiał: „Miesięcznik Kochających Inaczej”. Po jednej z kolejnych zmian szaty graficznej wydawca pozostawił ostatni człon nazwy, pisany kapitalikami.
Czasopismo było redagowane głównie przez zespół dziennikarzy-wolontariuszy. Najdłużej z Inaczej współpracowali: Leszek Bolewski, Yga Kostrzewa, Maciej Wawrzyniak, Karol Martel, Marta Maciejewska, Marek Mrok, Andrzej Selerowicz, Waldemar Zboralski, Tomasz Stankiewicz, Krzysztof Halama, Tomasz Pniewski, Pierre Mika i Aleksander Stuglik, publikujący tu swoje opowiadania. 
W okresie 12 lat ukazywania się miesięcznika przeprowadził on ponad 100 wywiadów. Rozmówcami byli zarówno politycy lewicowi i liberalni jak i artyści, aktorzy, dziennikarze, ludzie nauki oraz działacze społeczni, m.in.: Leszek Miller, Aleksander Kwaśniewski, Zofia Kuratowska, Zbigniew Siemiątkowski, Maryla Rodowicz, Marek Kotański, Tomasz Raczek, Mariusz Szczygieł. 
Pismo stale informowało o przedsięwzięciach prawnych i propagandowych podejmowanych przeciw środowiskom LGBT przez różne instytucje na świecie, w tym przez różne kościoły oraz władze poszczególnych państw. Inaczej ostrzegało o zagrożeniach wynikających np. z podróżowania w regiony świata, gdzie fizycznie prześladowano osoby homoseksualne. Domagało się wyjaśnienia Akcji Hiacynt oraz kwestii różowych teczek. Czasopismo szczegółowo informowało o działaniach politycznych w ramach Unii Europejskiej, sprzyjających środowiskom lesbijsko-gejowskim. Udostępniało także swoje łamy ogłoszeniom towarzyskim. 
Inaczej śledziło na bieżąco rozwój ruchów społeczno-politycznych, które redakcja tego czasopisma definiowała jako skrajnie nacjonalistyczne i ostrzegała polskich polityków o wynikających z tego zdaniem redakcji zagrożeniach. Regularnie podawane były listy osób, które redakcja uznała za homofobów z Polski i innych krajów.
Po zakończeniu ukazywania się tytułu jego następcami były: „On i On”, „InterHome”, również wydawane przez „Softpress”.
Wydawca pisma uruchomił również własny portal: polgej.pl.